# Torre di Castruccio
La torre di Castruccio è una fortificazione militare situata in via Gino Menconi ad Avenza, in provincia di Massa-Carrara, nei pressi del torrente Carrione e della via Francigena. È considerata uno dei luoghi di interesse più importanti della città di Carrara.

## Descrizione
La torre presenta una forma cilindrica, con una base leggermente più larga rispetto alla parte superiore. Osservando la sezione sbrecciata è possibile notare i cornicioni marmorei a tortiglione, contenuti nelle murature posteriori, nonché i segni di una sopraelevazione con una corona di troniere, probabilmente attuata nel corso del '600.. All'interno del torrione è possibile scorgere un cunicolo che anticamente congiungeva la fortificazione con la vicina piazza Carlo Finelli. Nel 2013 sono stati rinvenuti dei graffiti raffiguranti i simboli della passione di Cristo, prodotti dai carcerati prigionieri nella torre tra il XVI ed il XVIII secolo. Nel 2015 sono venuti alla luce altri due passaggi che collegano la torre rispettivamente con le rive del torrente Carrione ed il centro del borgo antico. Si pensa che intorno alla torre sia presente una fitta serie di cunicoli, un'ipotesi alimentata dalle leggende locali.

## Storia

### Dalle origini alla fine del Settecento
L'esistenza di una prima fortificazione a scopo militare (e successivamente di controllo dei traffici commerciali) è menzionata per a prima volta nell'elenco delle fortezze "quae sunt Romani Imperi", fatto redigere da Arrigo VII nel 1311, dove la fortificazione avenzina è denominata "Castrum Aventia". La torre di Castruccio, però, si pensa non abbia fatto parte di questa primo agglomerato. Sarebbe, invece, l'ultima testimonianza ancora presente della fortezza che Castruccio Castracani fece erigere a espansione e rafforzamento del "Castrum Aventia" tra il 1319 ed il 1328. 
Dopo la morte di Castruccio Castracani nel 1328, i territori della fortificazione passano sotto il controllo di vari proprietari, tra cui il Ducato di Milano, che qui governa tra il 1343 ed il 1403.
Centrale è, però, il governo delle famiglie Malaspina e Cybo-Malaspina che dal 1473 sino al 1829 mantengono la proprietà del neonato Ducato di Massa e Carrara, di cui anche la fortezza faceva parte. Durante i secoli di possedimento delle due famiglie, la torre di Castruccio e il resto della fortificazione vengono ammodernati per adeguarli all'uso delle armi da fuoco; buona parte dell'aspetto attuale della torre è dato infatti da questi rifacimenti.

### Dall'Ottocento all'età contemporanea
A partire dal XIX secolo la fortificazione (e quindi la torre di Castruccio) comincia a cadere in disuso a causa del mutamento delle tecniche di guerra, il quale rese sempre meno utile l'impiego di strutture simili. Nel 1848, John Murray parla del "Castello di Avenza" nella sua Guida Inglese per i Viaggiatori dell'Italia del Nord scrivendo: "Esso castello è veramente un grande fabbricato; le torri rotonde che fiancheggiano la fortezza sono fornite di un bel ballatoio esterno del più poderoso carattere".
In seguito all'Unità d'Italia l'intera fortificazione viene venduta a privati per la cifra di duemila lire. Questi, desiderosi di riutilizzare la pietra della struttura per uso edilizio, demoliscono quasi per intero la fortificazione. Nel 1883, però, lo storico Theodor Mommsen, passando da Avenza, nota lo scempio che stava attuandosi e protestando presso le autorità locali fa in modo che il torrione superstite (la torre di Castruccio) venga ricomprato per la cifra di seimila lire.
Durante la Seconda guerra mondiale, tra il 12 ed il 22 maggio 1944, Avenza viene bombardata dalle truppe alleate e la torre di Castruccio viene ulteriormente danneggiata, assumendo le condizioni che tuttora persistono.